# Tanala-Bilchschwanz

Verbreitungsgebiet des Tanala-Bilchschwanzes

Der Tanala-Bilchschwanz (Eliurus tanala) ist ein Nagetier in der Unterfamilie der Madagaskar-Ratten, das im östlichen Madagaskar verbreitet ist. In tieferen Lagen kann er leicht mit dem Webb-Bilchschwanz (Eliurus webbi) verwechselt werden.

## Merkmale
Dieser Bilchschwanz ist mit einer Kopf-Rumpf-Länge von 140 bis 159 mm, einer Schwanzlänge von 152 bis 194 mm und einem Gewicht von 66 bis 97 g einer der größeren Gattungsvertreter. Es besteht eine deutliche Grenze zwischen der dunkel graubraunen bis dunkelbraunen Oberseite und der weißlichen Unterseite, in die einige graue Haare eingestreut sind. Typisch für die Füße sind graue Fersen und weiße Zehen. Auf dem vorderen Schwanz kommen kurze schwarze Haare vor. Ab der Mitte werden die Haare dicker und weiß, was eine buschige Quaste erzeugt. Die sechs Zitzen der Weibchen sind paarig angeordnet.

## Verbreitung
Die Art bewohnt das östliche Hochland Madagaskars zwischen 410 und 1625 Meter Höhe. Sie hält sich in feuchten tropischen Wäldern und Bergwäldern auf. Der Tanala-Bilchschwanz kommt meist auf grasbewachsenen Lichtungen oder im Unterholz aus Kräutern, Kletterpflanzen und Bambus vor. Die Nähe von Wasserläufen wird gern gesucht.

## Lebensweise
Die nachtaktiven Tiere klettern in den Gewächsen und bewegen sich gelegentlich auf dem Grund. Sie können an Baumstämmen und an recht dünnen Lianen klettern. Als Nahrung sind Kerne von Pilinüssen (Canarium) bekannt. Dazu wird in die Schale ein Loch genagt. Vermutlich zählen andere Pflanzensamen, Früchte und Wirbellose zur Nahrung. Soweit bekannt, findet die Paarung so statt, dass die Nachkommen in der Regenzeit im November oder Dezember geboren werden. Ein Wurf besteht meist aus vier Jungtieren.

## Gefährdung
Wie andere Madagaskar-Ratten ist die Art durch Waldrodungen und durch eingeschleppte Krankheiten bedroht. Laut Schätzungen der IUCN ist die Gesamtpopulation weiterhin groß und es sind einige Schutzgebiete vorhanden. So wird der Tanala-Bilchschwanz als nicht gefährdet (least concern) gelistet.